# 拉维永河
拉维永河（法語：Ravillon，法語發音：[ʁavijɔ̃]）是法国勃艮第-弗朗什-孔泰大区约讷省的河流，是約訥河的左支流，长22.63千米，发源自兰德里，于尚普莱和埃皮诺莱沃夫之间流入约讷河。